# The Man Who Grew Too Much
The Man Who Grew Too Much é o décimo terceiro episódio da vigésima quinta temporada do seriado de animação de comédia de situação The Simpsons, sendo exibido originalmente na noite de 9 de março de 2014 pela FOX nos Estados Unidos. O episódio foi escrito por Jeff Westbrook e dirigido por Matthew Schofield.
O episódio é marcado pela aparição final de Marcia Wallace, que faleceu em outubro de 2013. Na série ela interpretava Edna Krabappel.

## Produção
O episódio foi escrito por Jeff Westbrook e dirigido por Matthew Schofield. Contou com a participação especial de Kelsey Grammer, interpretando Sideshow Bob e Marcia Wallace. Grammer faz sua décima terceira aparição na série, sendo que a última ocorreu no episódio da vigésima segunda temporada The Bob Next Door. Wallace, que faleceu em 25 de outubro de 2013, teve sua última participação neste episódio, após o produtor executivo Al Jean anunciar sua retirada da série. Marcia teria gravado sua participação um ano antes da exibição original do mesmo. No final do episódio, uma sequência em homenagem a Wallace foi produzida.

## Enredo
Lisa descobre que Sideshow Bob tornou-se o cientista-chefe de uma grande empresa de engenharia química. Nesse meio tempo, a tentativa de Marge para pregar práticas sexuais saudáveis a um grupo de adolescentes que frequenta a Igreja dá errado.
O episódio termina com Ned Flanders olhando para uma foto de Edna dizendo que ele sente falta de seus risos, implicando que ela faleceu.

## Recepção

### Crítica
Dennis Perkins, do The A.V. Club, deu ao episódio um "B+", dizendo que "A maior recompensa de qualquer episódio que tem a aparição de Sideshow Bob é Kelsey Grammer, que, cerca de 24 anos depois de sua primeira aparição como o vilão homicida, consegue fazer o personagem ser extremamente engraçado e mais ameaçador do que nunca.

### Audiência
A exibição original do episódio em 9 de março de 2014 foi vista por 3,75 milhões de pessoas, recebendo 1,6 pontos de audiência. Foi o segundo show mais assistido da FOX naquela noite, perdendo apenas para Family Guy, que teve 4,56 milhões de telespectadores.